# Броненосці типу «Палестро»
Броненосці типу «Палестро» (італ. Classe Palestro) - броненосці Королівських військово-морських сил Італії  другої половини 19-го століття. 

## Історія створення та конструкція
Броненосці типу «Палестро» були розроблені інженером Джузеппе Де Лука (італ. Giuseppe De Luca) та побудовані на верфі «Forges et Chantiers de la Méditerranée» у місті Ла-Сейн-сюр-Мер, Франція. Вартість будівництва двох кораблів становила 1 700 000 лір.
Корпуси кораблів були залізними, товщина броньового поясу становила 120 мм.
Силова установка складалась з однієї парової машини потужністю 951 к.с., яка обертала один гвинт. Швидкість кораблів становила 8 вузлів. Крім того, кони мали повне вітрильне оснащення класу барка.
Озброєння складалось з двох 203-мм нарізних та двох 203-мм гладкоствольних гармат, а також однієї 164-мм гармати.

## Представники
| Назва               | Верф                                                               | Закладений       | Спущений на воду    | Вступив у стрій   | Доля |
| ------------------- | ------------------------------------------------------------------ | ---------------- | ------------------- | ----------------- | --- |
| «Палестро» Palestro | «Forges et Chantiers de la Méditerranée», Ла-Сейн-сюр-Мер, Франція | 1864 рік         | вересень 1865 року  | 1 січня 1866 року | Загинув 20 липня 1866 року в битві біля Лісси                                                                  |
| «Варезе» Varese     | «Forges et Chantiers de la Méditerranée», Ла-Сейн-сюр-Мер, Франція | січень 1864 року | 23 грудня 1865 року | січень 1866 року  | Виключений зі складу флоту 29 травня 1891 року, Використовувався як плавуча казарма Зданий на злам у 1901 році |